# Jochen Neerpasch
Jochen Neerpasch, född 23 mars 1939 i Krefeld, är en tysk racerförare och stallchef. 

## Racingkarriär
Neerpaschs förarkarriär startade i en Borgward standardvagn i början av 1960-talet. Därifrån gick han vidare med sportvagnsracing för Porsche. Förarkarriärens höjdpunkt blev vinsten i Daytona 24-timmars 1968.
Efter förarkarriären blev han en framgångsrik stallchef inom Deutsche Rennsport Meisterschaft och European Touring Car Championship och grundade BMW M. På 1980-talet ledde han Sauber-Mercedes sportvagnsstall som bland annat vann Le Mans 24-timmars 1989.